# Lulu Hunt Peters

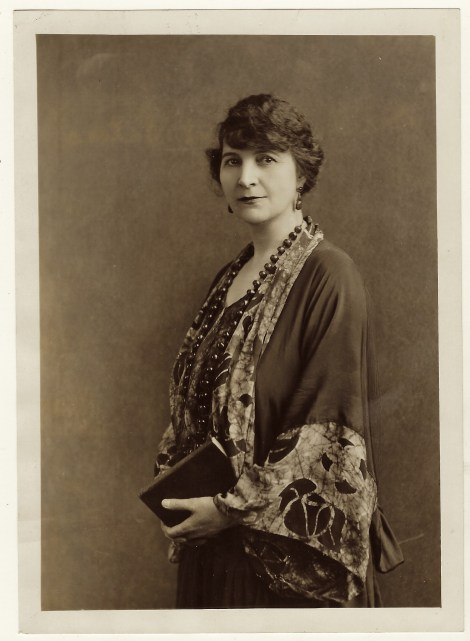
Lulu Hunt Peters

Lulu Hunt Peters (1873-1930) fue una doctora y escritora estadounidense que escribió una destacada columna en el periódico titulada Dieta y Salud, a la que siguió un libro de gran éxito de ventas, Dieta y Salud: Con la clave de las calorías. Fue la primera persona que popularizó ampliamente el concepto de contar calorías como método para perder peso. También fue el primer libro de adelgazamiento que se convirtió en un superventas.

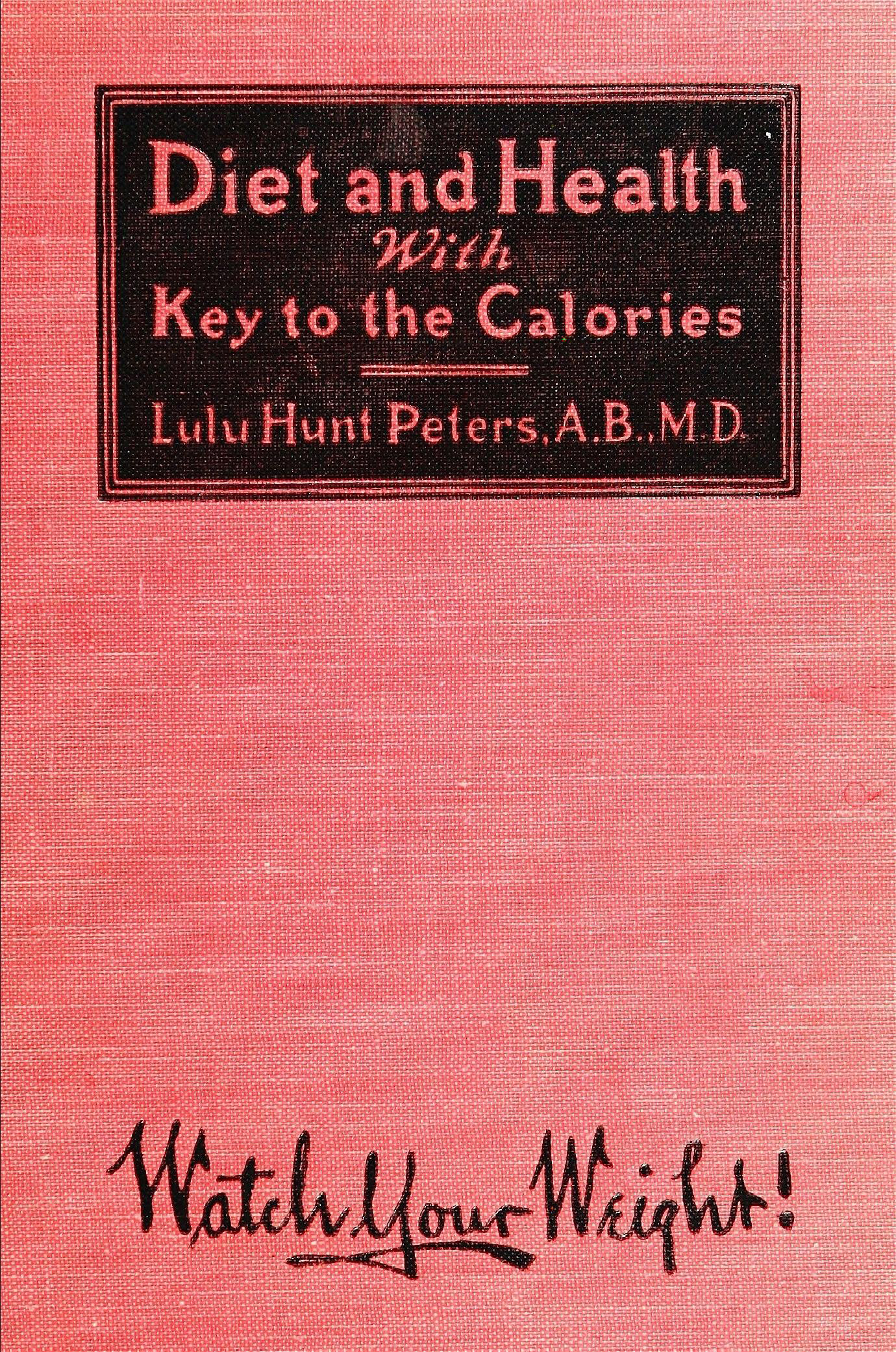
Dieta y Salud, Portada, 1918.

## Primeros años de vida y educación
Lulu E. Hunt era una de los tres hijos de Thomas y Alice Hunt de Milford, Maine. Estudió en la Maine State Normal School de Castine antes de trasladarse a California. Se casó con Louis H. Peters en Los Ángeles en 1899, y en 1909 se graduó como doctora en medicina en la Universidad de California.

## Carrera profesional
Durante varios años, la doctora Hunt escribió una columna periodística titulada Dieta y Salud para la Asociación Central de Prensa, que suministraba contenidos a unos 400 periódicos de todo el país.
En 1918, publicó el libro dietético Diet & Health: With Key to the Calories (Dieta y salud: con la clave de las calorías), que lleva el nombre de su columna y se basa en ella, y con ilustraciones de su sobrino, Dawson Hunt Perkins (1907-1976), hijo de Henry Addison Perkins, Jr. y Anna Lydia Hunt). Presentaba el concepto de la reducción de calorías como la mejor forma de adelgazamiento/recuperación de peso a las mujeres estadounidenses, que querían ajustarse a la nueva imagen corporal "la delgadez está de moda". Además de presentar una solución para las mujeres estadounidenses, Peters sugería que el control del peso era una forma activa de patriotismo en el contexto de la Primera Guerra Mundial. Sugirió que hacer dieta significaba tener un completo autocontrol y recomendó a las mujeres que organizaran clases de control de peso para conseguirlo. Peters siguió sus propios consejos/regímenes de salud y les atribuyó, junto con su asistencia regular a los mítines sufragistas de mujeres, su salud y autosuficiencia.
Poco después de la publicación de su libro, Peters viajó a Bosnia, donde sirvió en la Cruz Roja. Cuando regresó a Estados Unidos, se sorprendió gratamente al saber que era una autora de best-sellers. Publicó una edición posterior en la que describía su vida después del libro. A partir de 1922, Peters se convirtió en conferenciante de radio, dando una serie de charlas sobre la dieta y la salud en la estación WJZ, entonces en Newark NJ. Siguió dando charlas sobre salud en la radio durante los años siguientes. Además, también era una popular conferenciante pública, dando charlas motivacionales por todo Estados Unidos, incluso en centros especializados en la pérdida de peso.
En 1930, mientras viajaba en un barco de vapor a una conferencia médica en Londres, enfermó de neuralgia y su estado empeoró durante el viaje. Murió de neumonía a finales de junio de 1930. Le sobrevivió su antiguo marido, Louis H. Peters. Su libro sigue en circulación y se sigue citando hoy en día.

## Dieta y Salud: Con la clave de las calorías

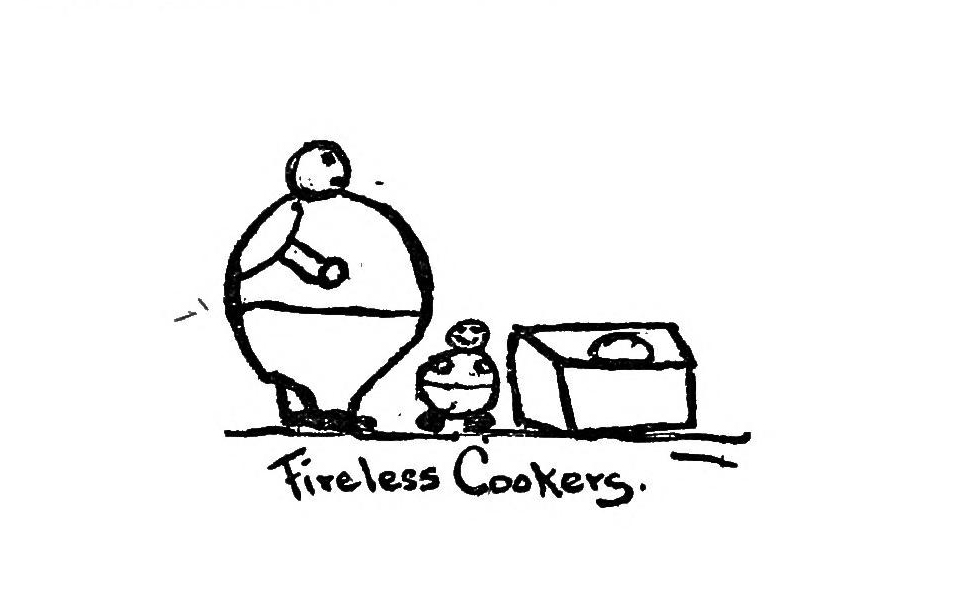
Los cuerpos humanos como "cocinas sin fuego" que queman energía, Dieta y Salud, 1918

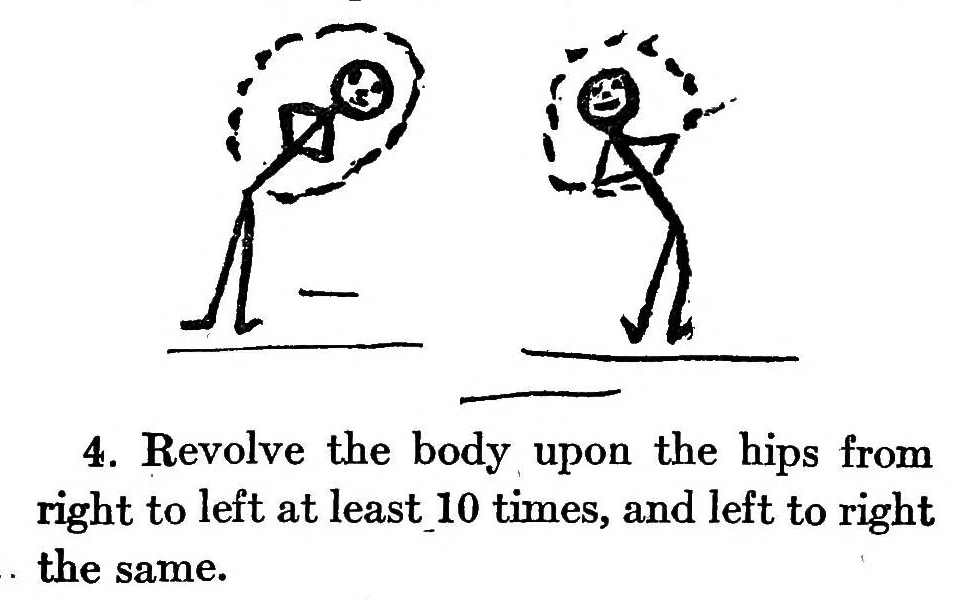
Sugerencias para el ejercicio, Dieta y Salud, 1918

Habiendo crecido como una niña corpulenta y habiendo pesado una vez 91 kg, era extremadamente consciente de los problemas que el peso le presentaba. El libro de Peters Dieta y Salud: Con la clave de las calorías, dirigido específicamente a las mujeres estadounidenses, se hizo extremadamente popular, vendiendo 2 millones de ejemplares. La gente lo encontraba ingenioso y entretenido. El libro fue el primer libro de dietas que se convirtió en un éxito de ventas, y se mantuvo entre los diez libros más vendidos de no ficción desde 1922 hasta 1926, encabezando la lista durante dos años consecutivos, en 1924 y 1925.
En el libro, explica el concepto de caloría como unidad científica de medida de la energía potencialmente disponible en los alimentos. El concepto de caloría era tan novedoso que su libro ofrece incluso instrucciones sobre la pronunciación de la palabra. Explica la importancia de equilibrar la ingesta de alimentos y la energía utilizada, y propone una serie de ejercicios, apoyados en sencillos dibujos animados.
Explica en su libro que "a partir de ahora vas a comer calorías de comida. En lugar de decir una rebanada de pan, o un trozo de pastel, dirás 100 calorías de pan, 350 calorías de pastel". Muestra a las mujeres cómo calcular su peso ideal con una fórmula. Su libro incluye estimaciones de las porciones de alimentos que contendrían 100 calorías, basadas en investigaciones realizadas en diversas publicaciones técnicas que no estaban al alcance del lector general. También indica cuántas calorías debe consumir una persona por cada kilo de peso corporal ideal, para mantener el peso ideal que sugiere su sistema (similar al índice de masa corporal). Presta menos atención a las cuestiones relacionadas con el tipo de alimentos que debe comer una persona. Según su sistema, una persona de la altura de Peters podía comer lo que quisiera, siempre que mantuviera una dieta estricta de 1.200 calorías al día. Sin embargo, advertía sobre el consumo de caramelos, porque pensaba que las mujeres que probaban un poco de caramelo se daban un atracón.
En el siglo XIX y a principios del XX, la principal preocupación de los expertos en nutrición era que la gente, especialmente los trabajadores pobres, estaba desnutrida, y el objetivo principal era encontrar formas baratas de suministrar suficiente energía alimentaria. Especialmente después de la Primera Guerra Mundial, la principal preocupación entre las mujeres, y la principal preocupación de Peters, era estar delgada. Su libro reforzaba el mensaje que la industria de la moda (Vogue, Chanel, etc.) daba a entender a través del diseño de su ropa: estar gorda ya no estaba de moda. Peters presentó una solución: contar calorías como forma de perder peso. El libro se escribió con la idea de que todas las mujeres querían perder peso. Según Peters, que había perdido entre 50 y 70 libras con su régimen dietético, hacer dieta significaba ser bella y tener el control total de uno mismo. Estar delgada, para Peters, era una cuestión de autoestima, además de salud física. Cautivó a sus lectores haciéndoles saber que ella conocía la vergüenza de ser gorda (habiendo pesado una vez 91 kg), y el sacrificio que suponía hacer dieta, de primera mano. Sin embargo, más allá de esto, Peters consideraba que las dietas tenían una dimensión moral. Consideraba que las personas que no tenían control sobre su peso eran moralmente sospechosas. Para estar delgadas, las mujeres deben resistir las tentaciones, que ella explica con el lenguaje del pecado, el castigo y la redención.
También menciona otras razones, más allá de la superación personal, que hicieron que su dieta fuera aún más atractiva. Durante la Primera Guerra Mundial, el racionamiento era una parte habitual de la vida cotidiana. Peters sugirió que su dieta facilitaría el racionamiento. Por ejemplo, dijo que las mujeres que contaran sus calorías podrían dejar las raciones sobrantes para los niños durante la guerra. Afirmó que "por cada punzada de hambre que sentimos podemos tener una doble alegría, la de saber que estamos ahorrando punzadas peores en algunos niños pequeños, y la de saber que por cada punzada que sentimos perdemos una libra". La dieta también ayudaría a prevenir la escasez de alimentos; al contar las calorías, las mujeres estarían mostrando patriotismo y mejorándose a sí mismas al mismo tiempo.